# 黎塘站
黎塘站位于中华人民共和国广西壮族自治区南宁市宾阳县黎塘镇，是湘桂铁路、黎湛铁路、黎钦铁路上的火车站，建于1950年，由中国铁路南宁局集团南宁车务段管辖。
黎塘站分为Ⅰ场和Ⅱ场，有湘桂铁路贯穿，黎湛铁路从Ⅰ场和Ⅱ场间出岔。黎塘Ⅰ场为一级三场布局，分为东和西2个到发场和1个调车场：其中Ⅰ场东场主要接入柳州方向下行列车，发出其它3个方向下行列车；西场主要发出柳州方向上行列车，接入其他3个方向上行列车；调车场设有16条分类线。黎塘Ⅱ场主要作为客货车到发场。车站另设有通往红水河水泥厂、宾阳轨枕厂、铁路水泥厂等专用线和工业站等单位的专用线。

## 图集

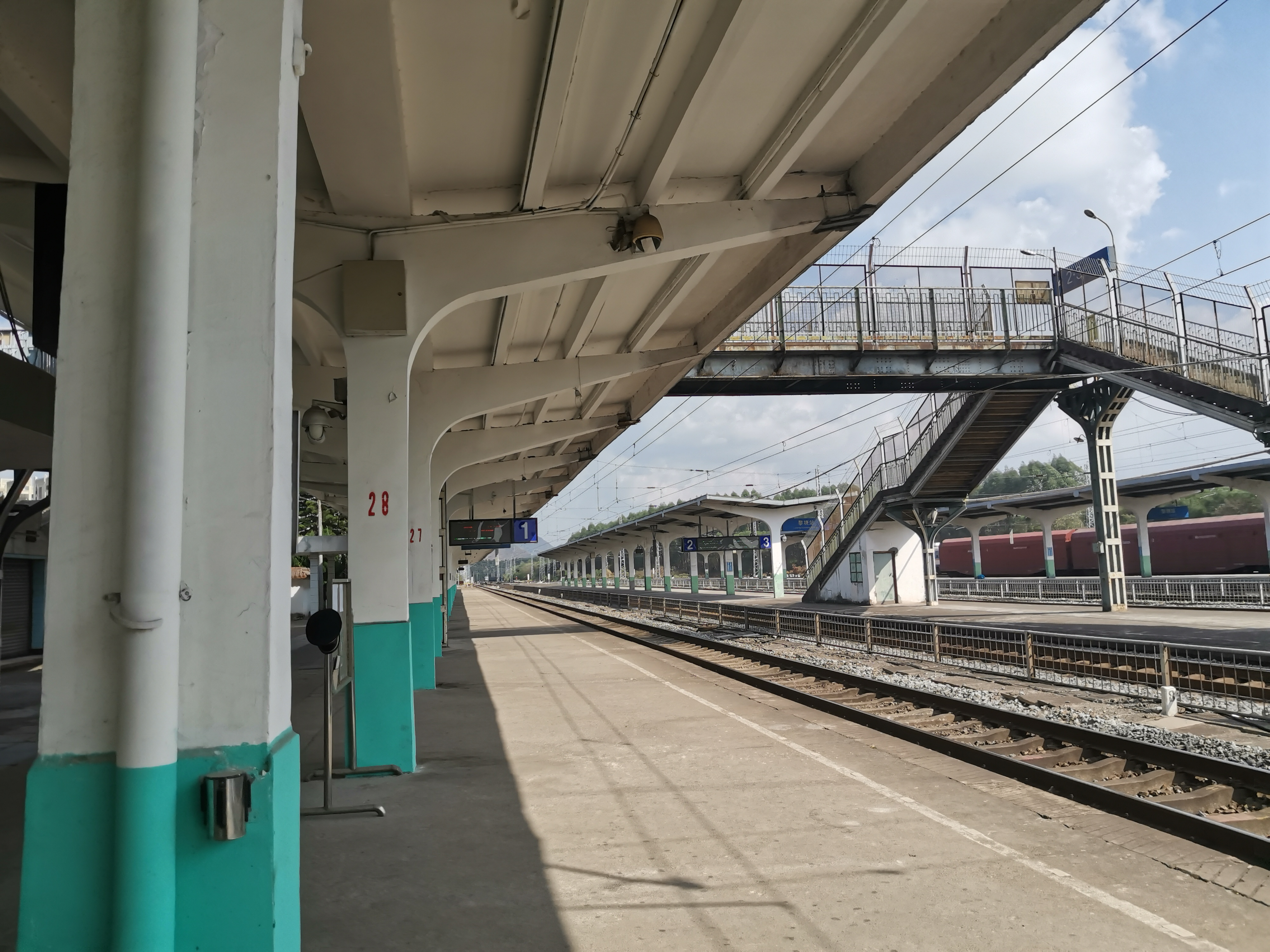
Ⅱ场1-3号月台
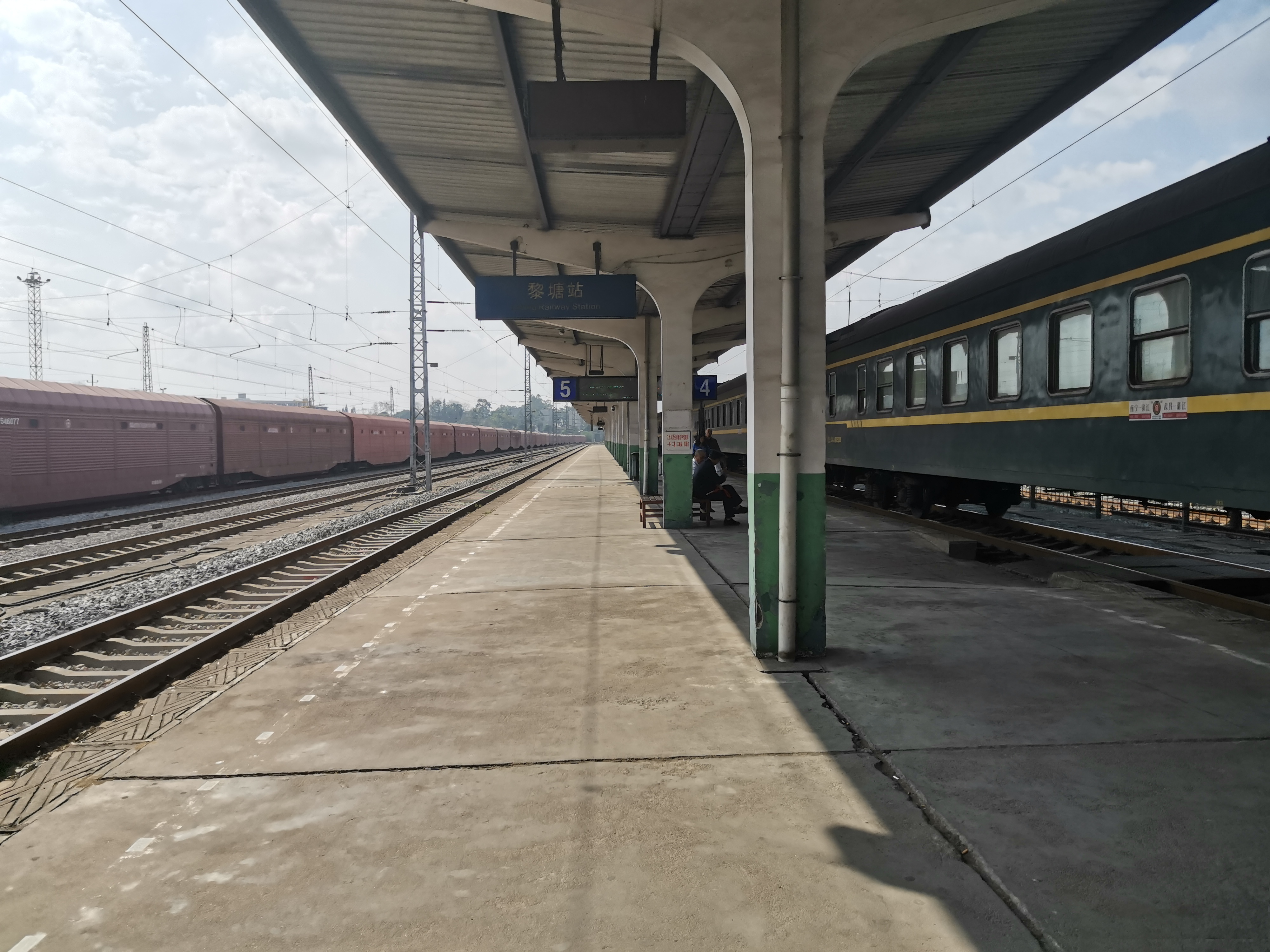
Ⅱ场4-5号月台
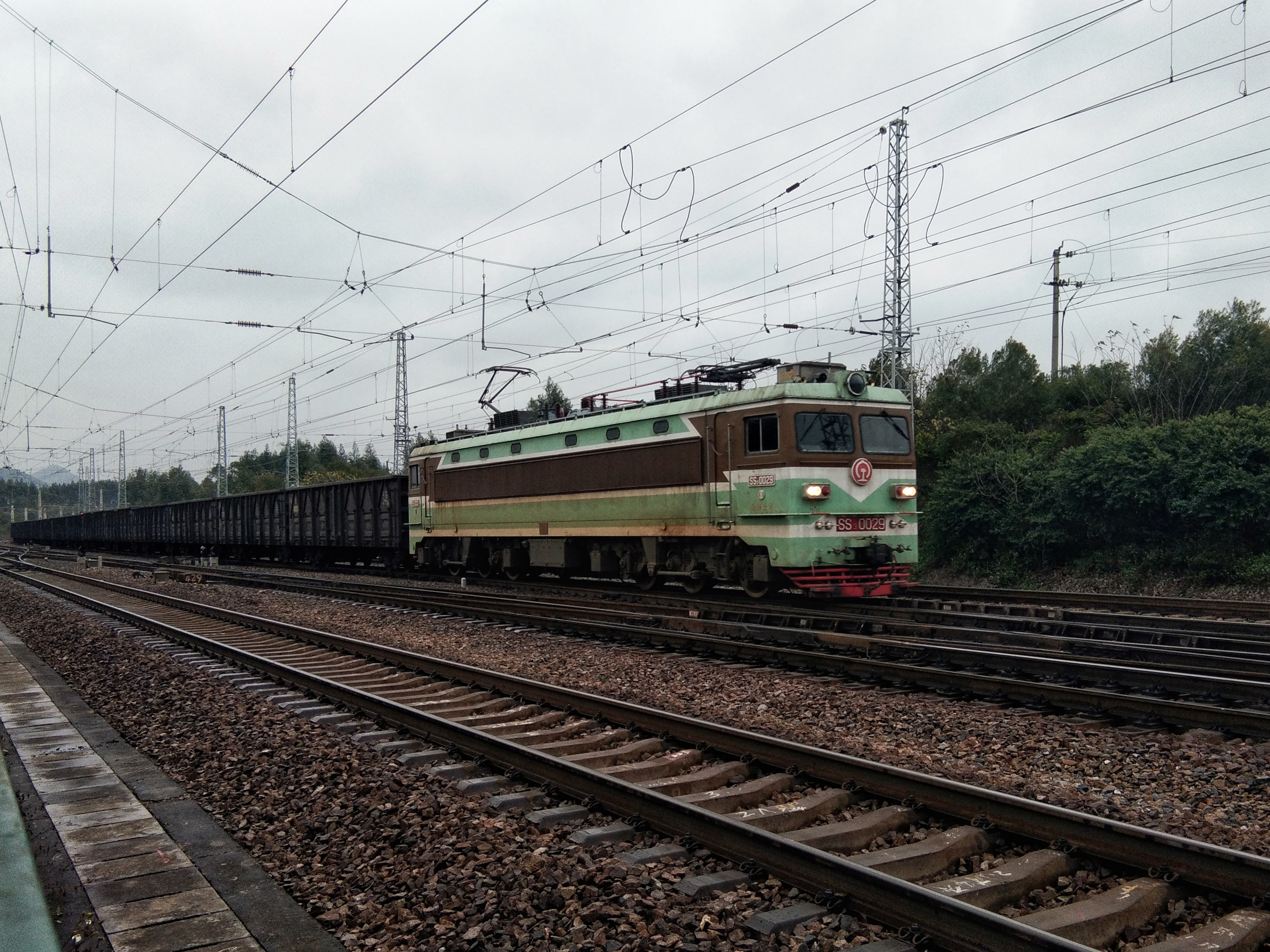
一列由SS3牵引的货列经过

## 外部連結
- 维基共享资源上的相關多媒體資源：黎塘站